# Breaux Greer
Breaux Greer (Houston, Estados Unidos, 19 de octubre de 1976) es un atleta estadounidense, especialista en la prueba de lanzamiento de jabalina, con la que ha logrado ser medallista de bronce mundial en 2007.

## Carrera deportiva
Su mayor éxito deportivo lo obtuvo en el Mundial de Osaka 2007 donde ganó la medalla de bronce en lanzamiento de jabalina, con una marca de 86.21 metros, quedando tras el finlandés Tero Pitkämäki y el noruego Andreas Thorkildsen.